# Labastide-Beauvoir
Labastide-Beauvoir település Franciaországban, Haute-Garonne megyében. Lakosainak száma 1229 fő (2022. január 1.). Labastide-Beauvoir Tarabel, Baziège, Fourquevaux, Mauremont, Mourvilles-Basses, Préserville és Varennes községekkel határos.

## Népesség
A település népességének változása:
| Lakosok száma | 483  | 536  | 599  | 976  | 1139 | 1139 | 1272 | 1259 | 1248 | 1229 |
|               | 1968 | 1982 | 1990 | 2006 | 2013 | 2015 | 2017 | 2019 | 2020 | 2022 |